# 竇榮定
窦荣定（530年—586年），胡姓纥豆陵氏，名定，字荣定，以字行，扶风郡平陵县（今陕西省咸阳市秦都区）人，祖籍河南郡洛阳县（今河南省洛阳市东），西魏、北周、隋朝官员。

## 生平
窦荣定的父亲窦善是北周太仆，叔叔窦炽在开皇初年担任太傅。窦荣定沉着器量宏大，容貌壮美，胡须美丽，弓马娴熟。西魏文帝时期，窦荣定以千牛备身为起家官，宇文泰见到他很是赏识，任命窦荣定为平东将军、大都督，封宜君县子，食邑三百户。保定三年（563年），窦荣定跟从随国公杨忠联合突厥的木杆可汗进攻北齐的并州，获赐物三百段，承袭了父亲窦善的爵位永富县公，食邑一千户，进位开府，出任忠州刺史。建德四年（575年）八月，窦荣定跟随周武帝宇文邕在北邙山与北齐交战，周军战败。窦荣定和汝南公宇文神庆率领精锐骑兵两千人突袭敌军，北齐军队才撤退。窦荣定又跟随周武帝平定北齐，加上开府，出任前将军、佽飞中大夫，转任右司卫上大夫。大象年间，窦荣定位至大将军。
窦荣定的妻子是杨坚的姐姐成安公主，杨坚从小和窦荣定感情非常深厚，窦荣定也知道杨坚有君主的容貌，所以特别与他结交。杨坚任丞相时，窦荣定兼领左宫伯和右宫伯，受命镇守天台，全面掌管露门内两侧建筑的仪仗护卫，经常居住在皇宫内。尉迟迥的叛乱被平定后，朝廷特别注意崤山以东地区，就任命窦荣定为洛州总管以镇守崤山以东，前后赐给窦荣定缣四千匹，凉州女乐一部。
隋文帝杨坚接受禅让建立隋朝，窦荣定来京城朝见。隋文帝对群臣说：“我从小就厌恶轻薄小人，和我性情相近的只有窦荣定。”隋文帝赐给窦荣定马三百匹，部曲八十户送他离京。窦荣定之后因为被定罪除去名籍，成安公主说：“天子的姐姐做了种田汉的妻子！”隋文帝不得已，于开皇元年十一月乙卯（581年12月20日）任命窦荣定为右武候大将军。隋文帝多次到窦荣定家中，恩赐非常深厚。隋文帝经常命令尚食局每天供给窦荣定一只羊，其他珍贵食品相当。窦荣定因辅佐隋文帝登基的功劳，拜上柱国、宁州刺史。开皇二年四月丁丑（582年5月11日），窦荣定出任左武候大将军。开皇二年秋八月癸巳（582年9月24日），窦荣定出任秦州总管，获赐吴乐一部。开皇三年（583年），突厥沙缽略可汗侵犯隋朝边境，五月，窦荣定出任行军元帅，率领贺娄子干等九位总管和步兵骑兵三万人，从凉州出发，当时河间王杨弘、豆卢勣、窦荣定、高颎、虞庆则等人分路进攻突厥，都受元帅杨爽的调度指挥，窦荣定和阿波可汗在高越原交战，两军相持，当地没有水，士兵非常渴，以至于刺马取马血来喝，士兵死去的有十分之二到十分之三。窦荣定仰天叹息，顷刻间天降大雨，隋军重新振作。于是进攻，多次挫败突厥的气势。前任上大将军史万岁因犯罪被发配到敦煌为戌卒，他来拜谒窦荣定军营，请求效力以立功赎罪，窦荣定早就听说史万岁的名声，见到他非常高兴。五月壬戌（583年6月20日），双方将要交战，窦荣定派人对突厥说：“两国交恶，士卒何罪而使其丧命沙场！今天双方可各遣一名壮士以决胜负。”突厥同意，于是派出一名骑将挑战，窦荣定派史万岁出马应战，史万岁驰马斩敌将首级而还。突厥大为吃惊，不敢再战，于是请求谈判定盟约后，引军退去。窦荣定获赐缣一万匹，进爵安丰郡公，增加食邑一千六百戶。又封他的儿子窦宪为安康郡公，赐缣五千匹。
开皇三年闰十二月戊午（584年2月11日），窦荣定出任右武卫大将军，很快转任左武卫大将军。隋文帝想要窦荣定担任三公，窦荣定上书说：“我经常考虑西汉的卫家、霍家，东汉的梁家、邓家，他们侥幸是皇帝的亲戚，乃至官位做到宰辅重臣，宠幸多而娇气盛，必然导致倾家灭族。如果他们能略微抑制一下自己，与权势离得远些，退却而不居功自傲，那么就可以保全上天所赐的生命，还会有灭族大祸吗？我每当看到前朝的史书，实在心中畏惧。”隋文帝就作罢。前后赐给窦荣定的赏赐，多得无法计算。
开皇六年（586年），窦荣定去世，时年虚龄五十七。隋文帝为窦荣定停止朝会，命令左卫大将军元旻监护丧事，送助丧礼缣三千匹。隋文帝对侍臣说：“我每次想要让窦荣定出任三公，他都坚决推辞不接受。如今想要赠官三公，又更加违背了他的愿望。”于是赠予窦荣定冀州刺史、陈国公，謚号懿。窦荣定的儿子窦抗继承了陈国公的爵位。

## 家庭

### 父亲
- 窦善，北周太仆、永富忠公

### 夫人
- 弘农杨氏，西魏使持节、骠骑大将军、开府仪同三司、大都督、颍北雍东秦华东雍五州诸军事、东雍州刺史、西道大行台、尚书右仆射、侍中、夏阳县开国侯杨俭之女[1]
- 成安公主，追尊隋武元帝杨忠长女，隋文帝杨坚大姐

### 子女
- 窦抗，唐朝光禄大夫、左武候大将军、陈容公
- 窦庆，隋朝上柱国、南郡太守、陈国公
- 窦宪，隋朝安康郡公
- 窦琎，唐朝右光禄大夫、将作大匠、邓安公
- 窦氏，嫁隋朝上柱国、使持节、秦州诸军事、秦州总管、潭州总管、左武卫大将军、河北郡开国公张辩
- 窦氏，嫁隋朝大将军、郑瀛二洲刺史、朔夏二州总管、秦川郡开国公李绘[30]

## 延伸阅读
[在维基数据编辑]
 《隋書·卷39》，出自魏徵《隋书》